# Джеймс Мак-Міллін
Джеймс Мак-Міллін (англ. James McMillin, 8 березня 1914 — 22 серпня 2005) — американський академічний веслувальник.
Олімпійський чемпіон 1936 року в складі вісімки.